# NGC 2788B
NGC 2788B је спирална галаксија у сазвежђу Летећа риба која се налази на NGC листи објеката дубоког неба.
Деклинација објекта је - 67° 57' 59" а ректасцензија 9h 3m 35,0s. Привидна величина (магнитуда) објекта NGC 2788 износи 13,7 а фотографска магнитуда 14,5. NGC 2788B је још познат и под ознакама ESO 60-25, PGC 25443.